# Sisamón
Sisamón ist ein nordspanischer Ort und eine Gemeinde (municipio) mit 47 Einwohnern (Stand: 2024) im Westen der Provinz Saragossa und der Autonomen Region Aragonien. Der Ort gehört zur bevölkerungsarmen Serranía Celtibérica. 

## Lage und Klima
Sisamón liegt etwa 130 Kilometer (Luftlinie) westsüdwestlich von Saragossa in einer Höhe von 1050 m. 
Das Klima ist gemäßigt bis warm; der eher spärliche Regen (ca. 4&% mm/Jahr) fällt mit Ausnahme der eher trockenen Sommermonate übers Jahr verteilt.

## Bevölkerungsentwicklung
| Jahr      | 1970 | 1981 | 1991 | 2001 | 2011 | 2021 |
| Einwohner | 257  | 138  | 106  | 76   | 43   | 33   |

Die Mechanisierung der Landwirtschaft, die Aufgabe bäuerlicher Kleinbetriebe und der damit verbundene Verlust von Arbeitsplätzen führten seit der Mitte des 20. Jahrhunderts zu einem deutlichen Rückgang der Bevölkerung (Landflucht).

## Sehenswürdigkeiten
- Martinskirche (Iglesia de San Martín)
- Reste der Burganlage von Sisamón

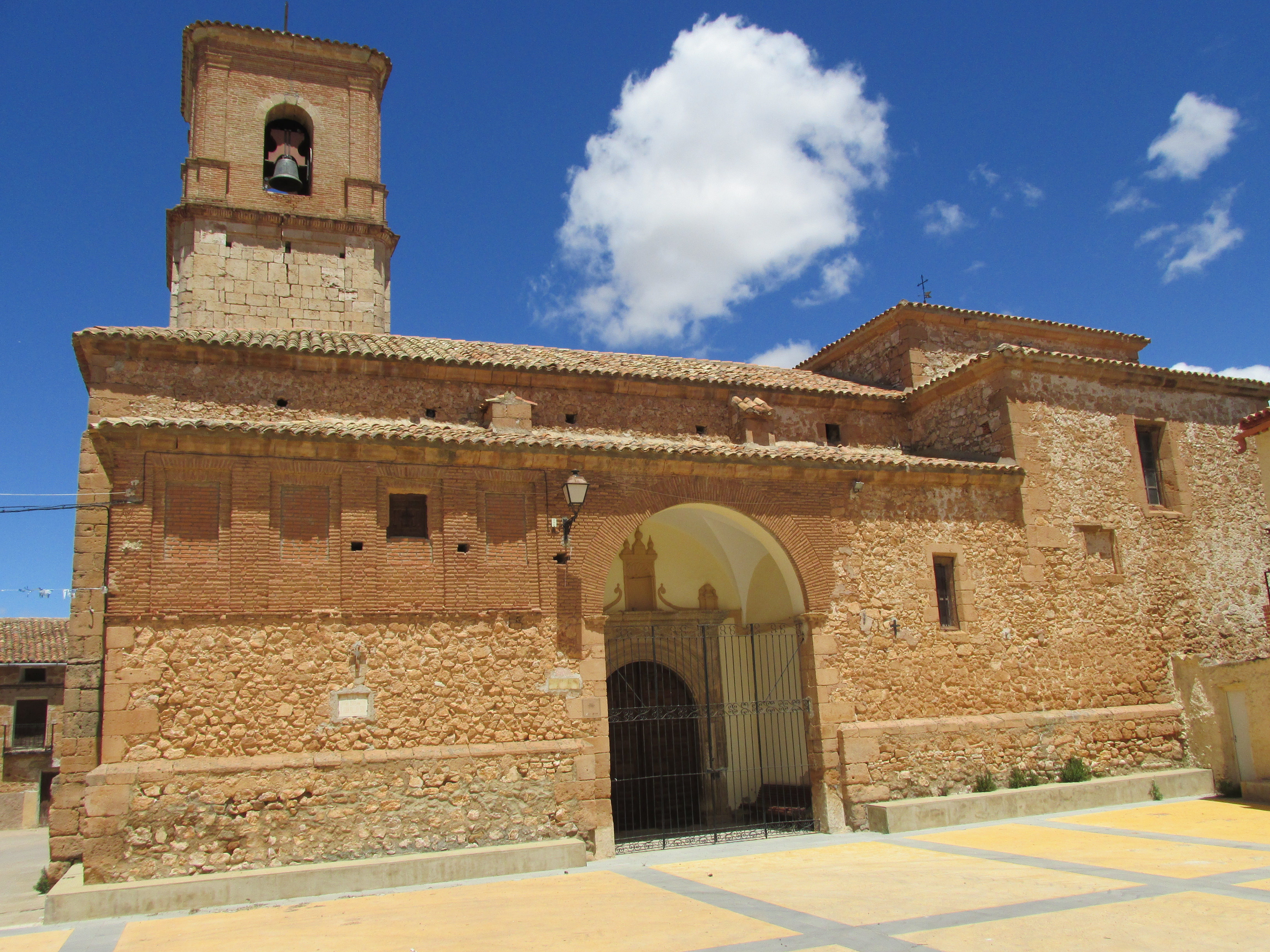
Martinskirche
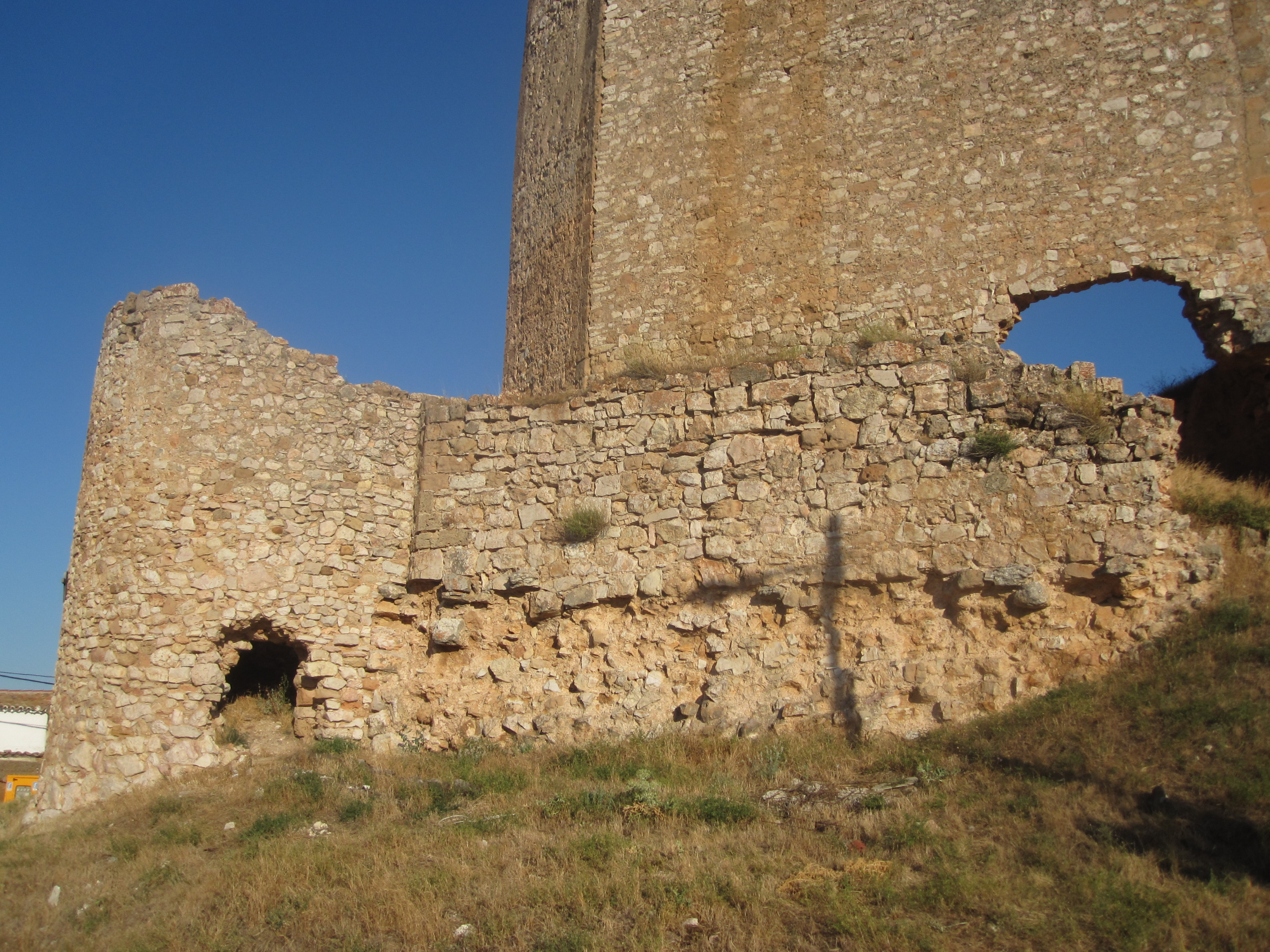
Reste der Burganlage